# سد عباس آباد بهشهر
این سد که در ارتفاع ۴۰۰ متری از سطح دریا در جنوب شرقی بهشهر میان جنگل قرار گرفته است و به دلیل ساخت و سازهایی که شاه عباس در اطراف آن انجام داد، به نام عباس‌آباد معروف گشته است. وسعت دریاچه پشت آن حدود ۱۰ هکتار و عمق آن نزدیک به ده متر است.